# Okręg wyborczy nr 32 do Senatu Rzeczypospolitej Polskiej
Okręg wyborczy nr 32 do Senatu Rzeczypospolitej Polskiej obejmuje obszar części miasta na prawach powiatu Krakowa (województwo małopolskie) – dzielnice: II Grzegórzki, III Prądnik Czerwony, IV Prądnik Biały, XIV Czyżyny, XV Mistrzejowice, XVI Bieńczyce, XVII Wzgórza Krzesławickie i XVIII Nowa Huta. Wybierany jest w nim 1 senator na zasadzie większości względnej.
Utworzony został w 2011 na podstawie Kodeksu wyborczego. Po raz pierwszy zorganizowano w nim wybory 9 października 2011. Wcześniej obszar okręgu nr 32 należał do okręgu nr 12.
Siedzibą okręgowej komisji wyborczej jest Kraków.

## Reprezentanci okręgu
| Rok  | Rok              | Senator       | Komitet wyborczy                           |
| ---- | ---------------- | ------------- | ------------------------------------------ |
|      | 2011             | Janusz Sepioł | Platforma Obywatelska RP                   |
| 2015 | Jerzy Fedorowicz |               | Platforma Obywatelska RP                   |
|      | Jerzy Fedorowicz | 2019          | KKW Koalicja Obywatelska PO .N iPL Zieloni |
| 2023 | Jerzy Fedorowicz |               | KKW Koalicja Obywatelska PO .N iPL Zieloni |

## Wyniki wyborów
Symbolem „●” oznaczono senatorów ubiegających się o reelekcję.

### Wybory parlamentarne 2011
| Kandydat                                                                                      | Kandydat          | Komitet wyborczy                           | Głosów | Głosów | Głosów |
| Kandydat                                                                                      | Kandydat          | Komitet wyborczy                           | Liczba | %      | +/–    |
| --------------------------------------------------------------------------------------------- | ----------------- | ------------------------------------------ | ------ | ------ | ------ |
|                                                                                               | Janusz Sepioł ●   | Platforma Obywatelska RP                   | 77 790 | 46,69  | –      |
|                                                                                               | Zuzanna Kurtyka   | Prawo i Sprawiedliwość                     | 60 373 | 36,23  | –      |
|                                                                                               | Paweł Klimowicz ● | KWW Unia Prezydentów – Obywatele do Senatu | 28 453 | 17,08  | –      |
| Frekwencja: 58,63% Liczba głosów ważnych: 166 616 (97,42%) Źródło: Państwowa Komisja Wyborcza |                   |                                            |        |        |        |

● Paweł Klimowicz i Janusz Sepioł reprezentowali w Senacie VII kadencji (2007–2011) okręg nr 12.

### Wybory parlamentarne 2015
| Kandydat                                                                                      | Kandydat         | Komitet wyborczy                          | Głosów | Głosów | Głosów |
| Kandydat                                                                                      | Kandydat         | Komitet wyborczy                          | Liczba | %      | +/–    |
| --------------------------------------------------------------------------------------------- | ---------------- | ----------------------------------------- | ------ | ------ | ------ |
|                                                                                               | Jerzy Fedorowicz | Platforma Obywatelska RP                  | 72 044 | 42,51  | −4,18  |
|                                                                                               | Mieczysław Gil ● | Prawo i Sprawiedliwość                    | 67 134 | 39,61  | +3,38  |
|                                                                                               | Jerzy Poźniak    | KWW Łukasza Gibały „Niezależni do Senatu” | 30 294 | 17,88  | –      |
| Frekwencja: 60,60% Liczba głosów ważnych: 169 472 (96,88%) Źródło: Państwowa Komisja Wyborcza |                  |                                           |        |        |        |

● Mieczysław Gil reprezentował w Senacie VIII kadencji (2011–2015) okręg nr 81.

### Wybory parlamentarne 2019
| Kandydat                                                                                      | Kandydat           | Komitet wyborczy                           | Głosów  | Głosów | Głosów |
| Kandydat                                                                                      | Kandydat           | Komitet wyborczy                           | Liczba  | %      | +/–    |
| --------------------------------------------------------------------------------------------- | ------------------ | ------------------------------------------ | ------- | ------ | ------ |
|                                                                                               | Jerzy Fedorowicz ● | KKW Koalicja Obywatelska PO .N iPL Zieloni | 117 177 | 59,55  | +17,04 |
|                                                                                               | Jan Duda           | Prawo i Sprawiedliwość                     | 79 608  | 40,45  | +0,84  |
| Frekwencja: 69,61% Liczba głosów ważnych: 196 785 (97,02%) Źródło: Państwowa Komisja Wyborcza |                    |                                            |         |        |        |

### Wybory parlamentarne 2023
| Kandydat                                                                                      | Kandydat           | Komitet wyborczy                           | Głosów  | Głosów | Głosów |
| Kandydat                                                                                      | Kandydat           | Komitet wyborczy                           | Liczba  | %      | +/–    |
| --------------------------------------------------------------------------------------------- | ------------------ | ------------------------------------------ | ------- | ------ | ------ |
|                                                                                               | Jerzy Fedorowicz ● | KKW Koalicja Obywatelska PO .N iPL Zieloni | 151 792 | 67,06  | +7,51  |
|                                                                                               | Zbigniew Cichoń    | Prawo i Sprawiedliwość                     | 74 553  | 32,94  | –7,51  |
| Frekwencja: 80,69% Liczba głosów ważnych: 226 345 (96,84%) Źródło: Państwowa Komisja Wyborcza |                    |                                            |         |        |        |